# Jurij Piatakow

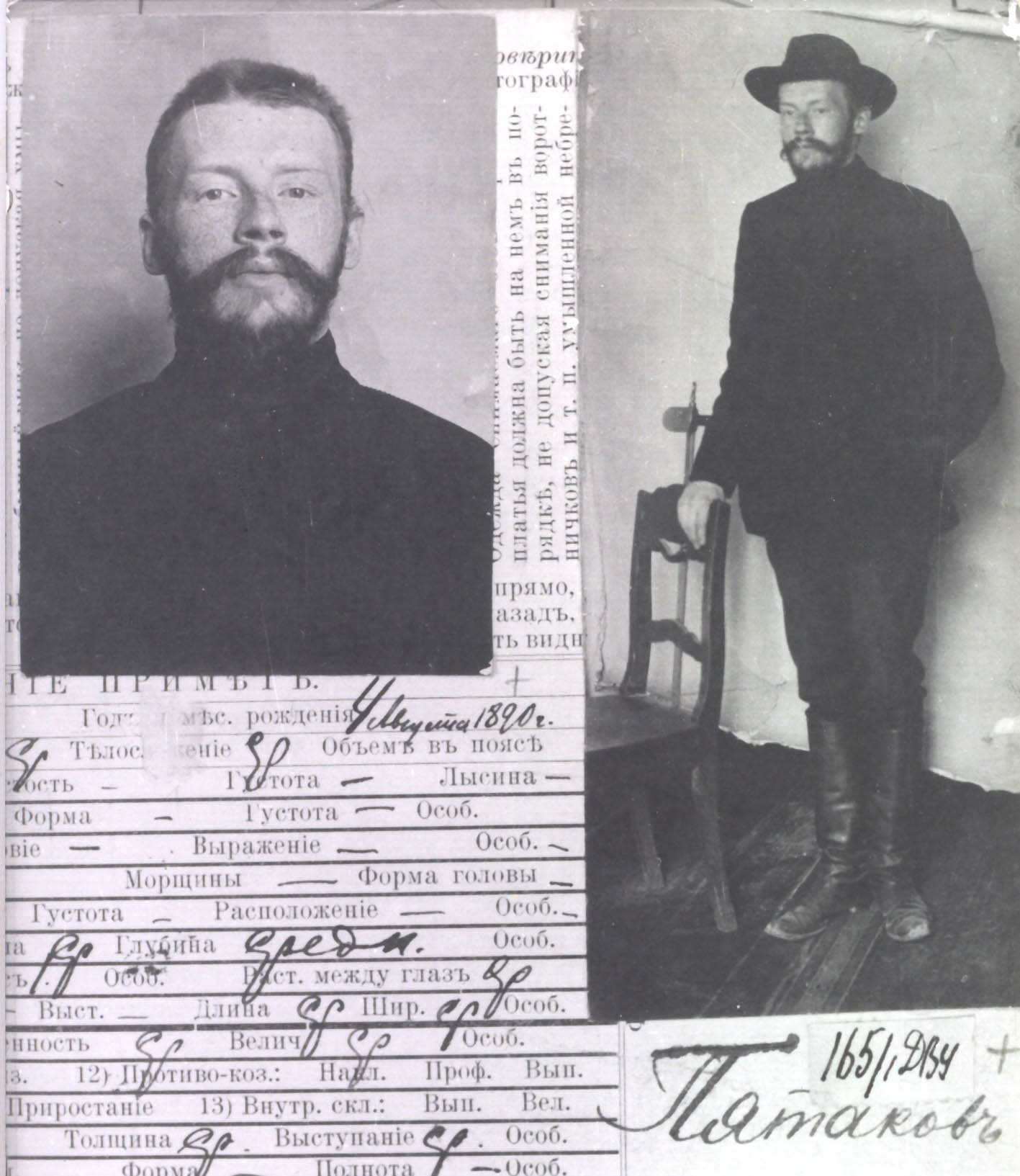
Jurij Piatakow w aktach carskiej policji

Jurij Leonidowicz Piatakow, ukr. Юрій (Георгій) Леонідович П'ятаков (ur. 6 sierpnia?/18 sierpnia 1890 koło Czerkasów, zm. 1 lutego 1937 w Moskwie) – rewolucjonista i działacz komunistyczny, I sekretarz KP(b)U w 1918 roku, członek i zastępca członka Komitetu Centralnego WKP(b). W styczniu-lutym 1920 szef Zarządu Rejestracyjnego (Registrupru) – wywiadu Armii Czerwonej.

## Życiorys
Był synem Leonida Piatakowa, Rosjanina, inżyniera cukrownika i właściciela cukrowni w guberni kijowskiej. Studiował ekonomię na Uniwersytecie w Petersburgu. Wykluczony z uniwersytetu po trzecim roku studiów za działalność w kółkach socjaldemokratycznych, przeniósł się do Kijowa, gdzie w kwietniu-czerwcu 1912 był sekretarzem komitetu kijowskiego Socjaldemokratycznej Partii Robotniczej Rosji (SDPRR). Aresztowany i zesłany do guberni irkuckiej, w 1914 zbiegł i przez Japonię i USA przedostał się do Europy Zachodniej.
Do Rosji powrócił po rewolucji lutowej i obaleniu caratu. W 1917 roku stanął na czele komitetu bolszewickiego w Kijowie i wszedł w skład Ukraińskiej Centralnej Rady. Od lipca do września 1918 roku I sekretarz KP(b)U. W październiku 1918 roku został komisarzem Banku Ludowego RFSRR, a już w listopadzie tego roku kierował marionetkowym Tymczasowym Robotniczo-Chłopskim Rządem Ukrainy.
W kwestiach społeczno-gospodarczych reprezentował skrajnie lewicowe poglądy, był przeciwnikiem rozdawania ziemi chłopom, opowiadając się za tworzeniem komun rolniczych. Walczył z tzw. ukraińskim nacjonalizmem reprezentowanym w jego przekonaniu przez borotbistów, sprzeciwiał się szczególnej autonomii Ukrainy w ramach wielkiej wspólnoty radzieckiej. W sprawie tej polemizował z Leninem, który oskarżał go o luksemburgizm.
Jednocześnie jedynie nazwiska Stalina, Trockiego, Kamieniewa, Zinowiewa, Bucharina i właśnie Jurija Piatakowa (ówcześnie członka KC) wymienił Lenin w swym testamencie politycznym z grudnia 1922 jako wybitnych przywódców partyjnych WKP(b).
Od stycznia do lutego 1920 był szefem Zarządu Rejestracyjnego (Registrupru) (wywiadu Armii Czerwonej).
Od 1921 do 1923 roku stał na czele kompleksu przemysłowego w Donbasie, przyczyniając się do jego szybkiego rozwoju. Aktywny członek KP(b)U (w składzie KC w latach 1923–1927 i 1930–1937). Od 1923 do 1927 roku wiceprzewodniczący Najwyższej Rady Gospodarki Narodowej ZSRR, jeden z twórców pierwszej pięciolatki, która zadecydowała o rozwoju przemysłu na Ukrainie, a nie jak pierwotnie planowano, na Uralu. Od 1923 zwolennik Lewicowej Opozycji na czele z Lwem Trockim w RKP(b)/WKP(b). W grudniu 1927 wydalony w związku z tym z WKP(b), w 1928 złożył deklarację o zaprzestaniu opozycji, przywrócony w prawach członka partii. Na XVI zjeździe WKP(b) w lipcu 1930 ponownie wybrany w skład Komitetu Centralnego.
W latach 1928–1929 wiceprezes, od 19 kwietnia 1929 do 18 października 1930 prezes Gosbanku ZSRR. Od 1930 członek prezydium, w latach 1931–1932 ponownie wiceprzewodniczący Najwyższej Rady Gospodarki Narodowej (WSNCh) ZSRR. W latach 1932–1934 zastępca komisarza ludowego przemysłu ciężkiego ZSRR (którym był Sergo Ordżonikidze), od 1934 do 14 września 1936 pierwszy zastępca komisarza ludowego przemysłu ciężkiego ZSRR, faktycznie kierujący resortem – czyli zarządzający przemysłem ciężkim ZSRR i kierujący programem industrializacji. Na XVII zjeździe WKP(b) w styczniu 1934 wybrany na zastępcę członka KC.
Miał opinię utalentowanego technokraty, pracoholika. Od 1927 nie angażował się w rozgrywki polityczne wewnątrz partii bolszewików.
W okresie „wielkiej czystki” 14 września 1936 aresztowany przez NKWD. W styczniu 1937 roku podsądny w procesie pokazowym („proces siedemnastu”) przed Kolegium Wojskowym Sądu Najwyższego ZSRR jako trockista (obok m.in. Leonida Sieriebriakowa, Nikołaja Murałowa, Grigorija Sokolnikowa i Karola Radka), „przyznał się” m.in. do planów oderwania Ukrainy od ZSRR. 30 stycznia 1937 skazany na śmierć za „organizację równoległego antysowieckiego centrum trockistowskiego i kierowanie działalnością szkodniczą, dywersyjną, szpiegowską i terrorystyczną”. Rozstrzelany 1 lutego 1937. Ciało skremowano w krematorium na Cmentarzu Dońskim, prochy pochowano anonimowo.
Zrehabilitowany 13 czerwca 1988, postanowieniem plenum Sądu Najwyższego ZSRR.
Jego żoną była Jewhenija Bosz.